# 122-й окремий аеромобільний батальйон (Україна)
122-й окремий аеромобільний батальйон (122 ОАеМБ, в/ч В2250) — підрозділ десантних військ Збройних сил України. Входить до складу 81 ОАеМБр.

## Історія
Батальйон сформований на базі 3-го аеромобільно-десантного батальйону 80 ОАеМБр в 2014 році для новостворюваної 81 ОАеМБр. Брав участь у складі 81 ОАеМБр, як приданий підрозділ обороні Донецького аеропорту в період з грудня 2014 до останніх днів оборони летовища[уточнити].
17 листопада 2022 року 122 окремий аеромобільний батальйон 81 окремої аеромобільної бригади Десантно-штурмових військ Збройних Сил України указом Президента України Володимира Зеленського відзначений почесною відзнакою «За мужність та відвагу».

## Структура
- 1 аеромобільно-десантна рота
- 2 аеромобільно-десантна рота
- 3 аеромобільно-десантна рота
- рота вогневої підтримки
- мінометна батарея
- гаубична батарея
- окремі взводи

## Командування
- 2014—2015 — підполковник Курко Валерій
- Грудень 2015 — підполковник Гурін Сергій Геннадійович[1]
- 2017 — майор Луньов Олександр Ігорович

## Втрати
- Сержант Чуріков Валентин Миколайович, 7 квітня 2016, бої за Новгородське
- Старший сержант Ісаєв Сергій Володимирович, 25 квітня 2016, бої за Новгородське
- Солдат Попов Андрій Миколайович, 26 червня 2016, бої за Авдіївку.
- Солдат Новоселов Тарас Миколайович, 27 червня 2016, бої за Авдіївку.
- Старший солдат Лисевич Олег Степанович, 6 липня 2016, бої за Авдіївку.
- Молодший сержант Сєргєєв Володимир [Архівовано 4 липня 2020 у Wayback Machine.], 6 липня 2016, бої за Авдіївку.
- Солдат Мамчій Станіслав Юрійович, 13 липня 2016, бої за Авдіївку.
- Старший сержант Арсієнко Руслан Леонідович, 24 липня 2016, бої за Авдіївку.
- Старший солдат Голуб Олег Володимирович, 24 липня 2016, бої за Авдіївку.
- Молодший сержант Ковальчук Сергій Петрович, 17 серпня 2016, бої за Авдіївку.
- Старший солдат Триволенко Владислав Володимирович, 16 вересня 2016, бої за Авдіївку.
- Сержант Фурсов Євген Олександрович, 23 лютого 2019, Чермалик.[3]
- Старший солдат Мироненко Дмитро Олегович[4], 14 лютого 2021, підрив поблизу с. Новолуганське.